# Thomisus meenae
Thomisus meenae är en spindelart som beskrevs av Gajbe 2005. Thomisus meenae ingår i släktet Thomisus och familjen krabbspindlar. Inga underarter finns listade i Catalogue of Life.